# 風水神田三崎ビル
風水神田三崎ビル（Feng Shui Kanda Misaki Bldg）は東京都千代田区神田三崎町3-2-10にあるネオクラシックデザインのオフィスビル。

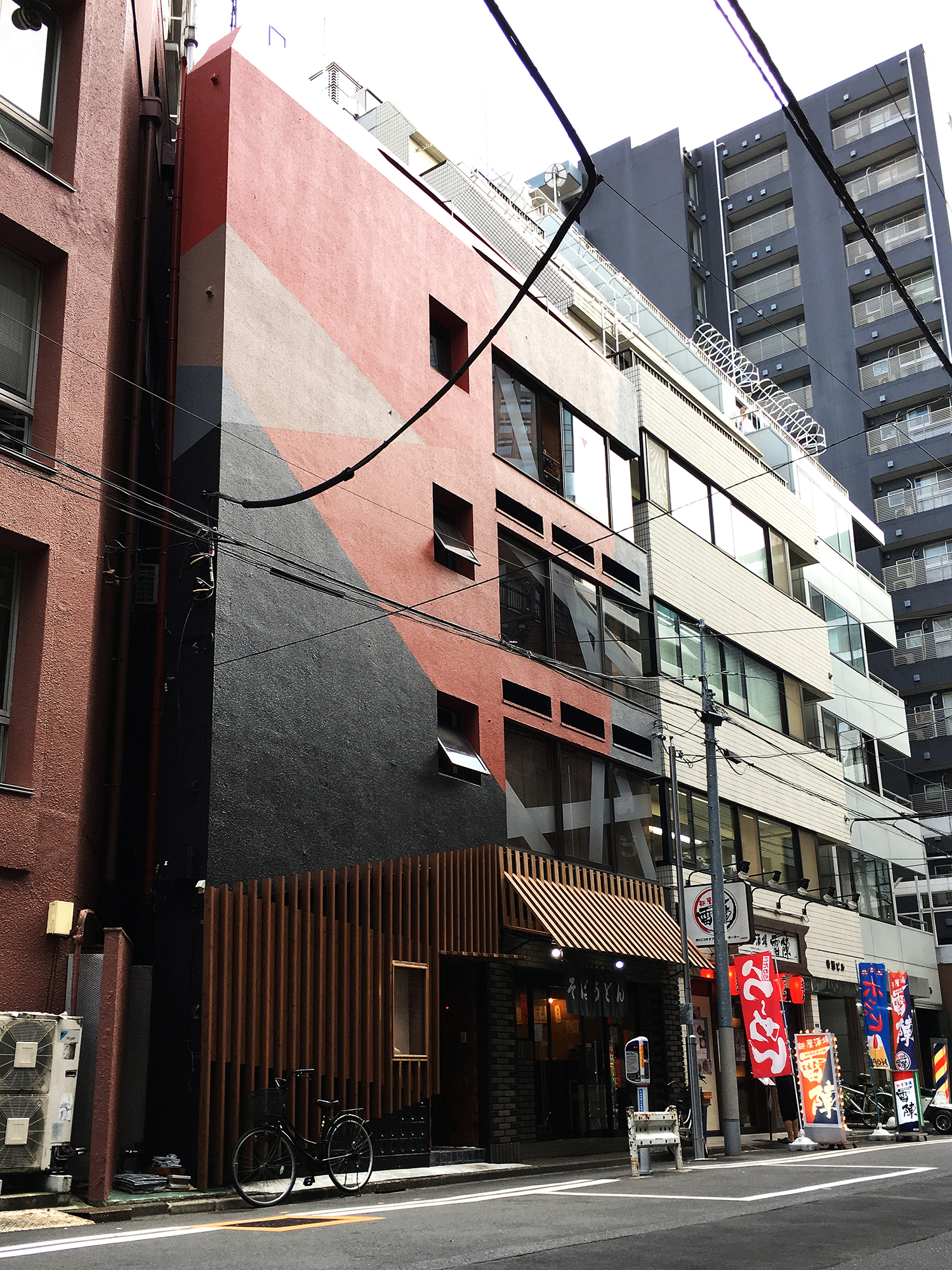

## 歴史
- 1979年10月新築、鉄筋コンクリート造陸屋根6階建。
- 2017年8月 工芸品、日用雑貨の売買、不動産の賃貸借管理業を主とする風水国際グループ株式会社（Feng Shui International Group）が取得、旧ビル名：池本ビル
- 2018年1月 風水国際グループ代表取締役で上海出身の建築家・写真家　曹雁峯　ソウガンホウ、英語名：Yanfeng Cao)によるリデザイン

- 2018年7月 フルリノベーション工事が竣工、ITスマート管理システム導入

## 主なテナント
2018年9月現在
- 立ち食いそば「とんがらし」
- 重要無形文化財保持者山内崇生の能教室「三崎町敷舞台」
- GAMM GUITER JAMMING SPACE